# オランジュ (紋章学)

左半分が色彩による表現。右半分がペトラ・サンクタの手法による表現。

オランジュ(Orange)は紋章学におけるティンクチャーの一つであるが、南アフリカとアメリカ陸軍の紋章を除いてほとんど使用されない。テニーを使用する方がより適切である。